# Finbar Lynch
Finbar Barry Lynch (Dublin, Ierland, 28 augustus 1959) is een Schotse acteur.

## Carrière
Zijn doorbraak als acteur kwam er met een klein rolletje in de productie van A Streetcar named Desire, de rol van Jack Absolute in  The Rivals, en Charles Surface in The School for Scandal.
In Engeland heeft Lynch vele hoofdrollen vertolkt voor het Engelse theater. Hij vertolkte de rol van Enobarbus in Antony and Cleopatra, Edmund in het stuk King Lear, canary Jim in Not About Nightingales, geschreven door Tennessee Williams, waarvoor hij in 1999 genomineerd werd voor de Tony Award beste toneelacteur in een bijrol, verder heeft hij ook in de Royal Shakespeare Company rollen vertolkt in onder meer: A Midsummer Night's Dream als Puck, Measure for Measure als Lucio, Coriolanus als Tullus Aufidius de rol van Proteus in The Two Gentlemen of Verona, en Marcus Antonius in het stuk Julius Caesar.
Naast het toneel is Lynch ook werkzaam in de filmindustrie, zijn vertolking van Edmund in King Lear, werd verfilmd in een BBC televisiefilm, over King Lear geregisseerd door Richard Eyre.